# Westgotische Architektur

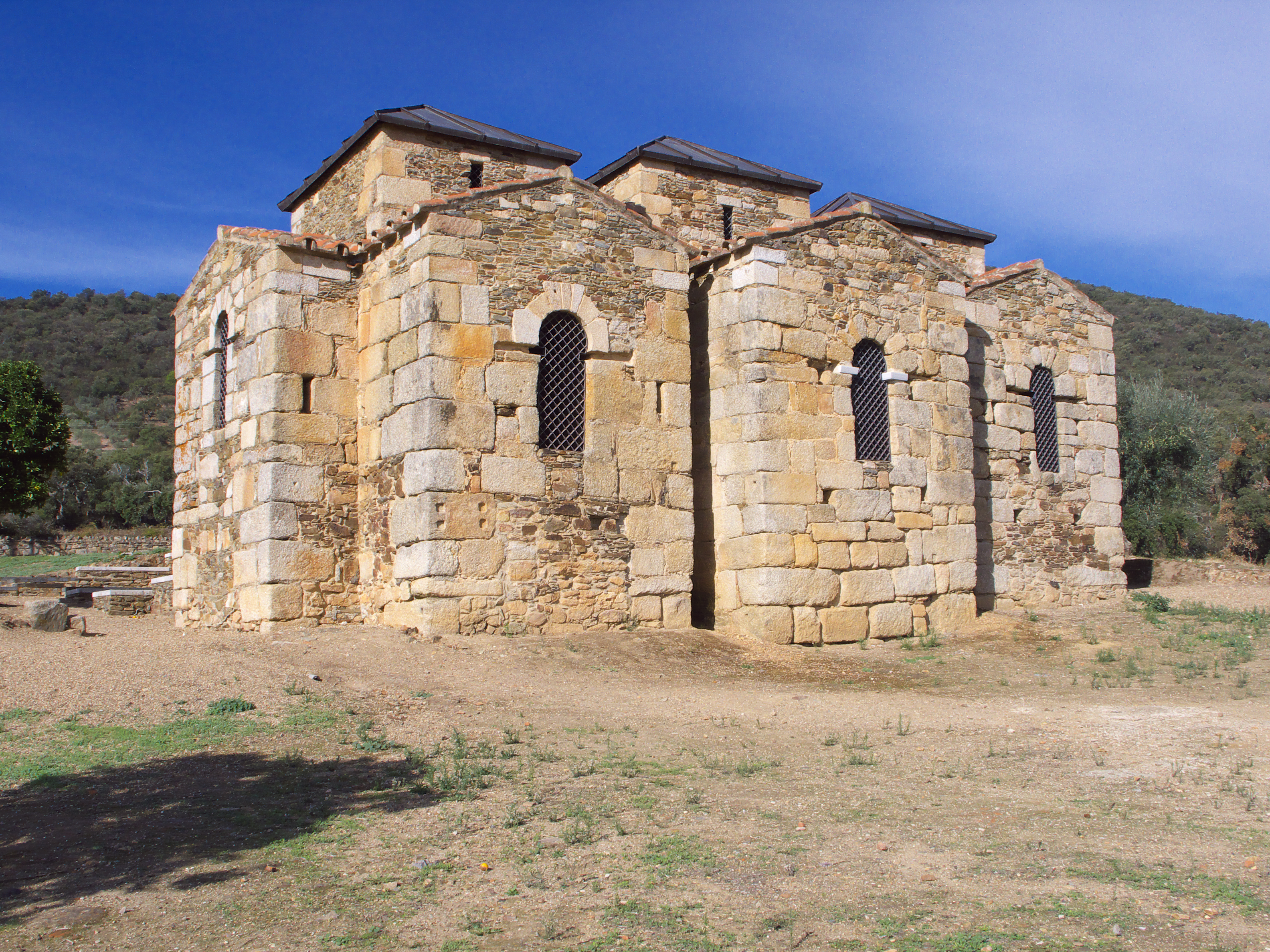
Santa Lucía del Trampal aus dem 7. Jahrhundert

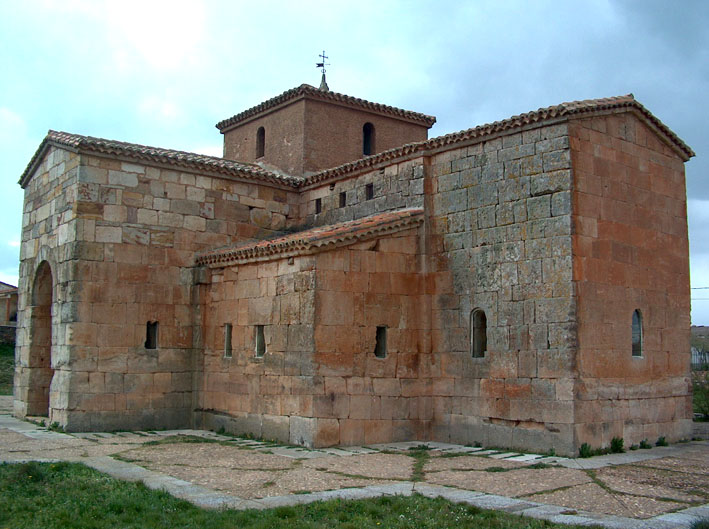
San Pedro de la Nave

Als Westgotische Architektur bezeichnet man den präromanischen Baustil des Westgotenreiches, das in der Spätantike im Westen des Römischen Reiches zunächst als Tolosanisches Reich entstand und bis zur maurischen Eroberung 711 n. Chr. als Reich von Toledo  auf der Iberischen Halbinsel bestand. Im christlich gebliebenen Norden entwickelte sich als Vorläufer der romanischen Architektur die asturische Präromanik. In Al Andalus, dem südlichen Teil der Halbinsel, schufen unter maurischer Herrschaft lebende Christen die mozarabische Architektur, die von der Architektur des Islam geprägt war. Sie verbreitete sich mit Fortschreiten der Reconquista im christlichen Spanien.

## Geschichtlicher Hintergrund

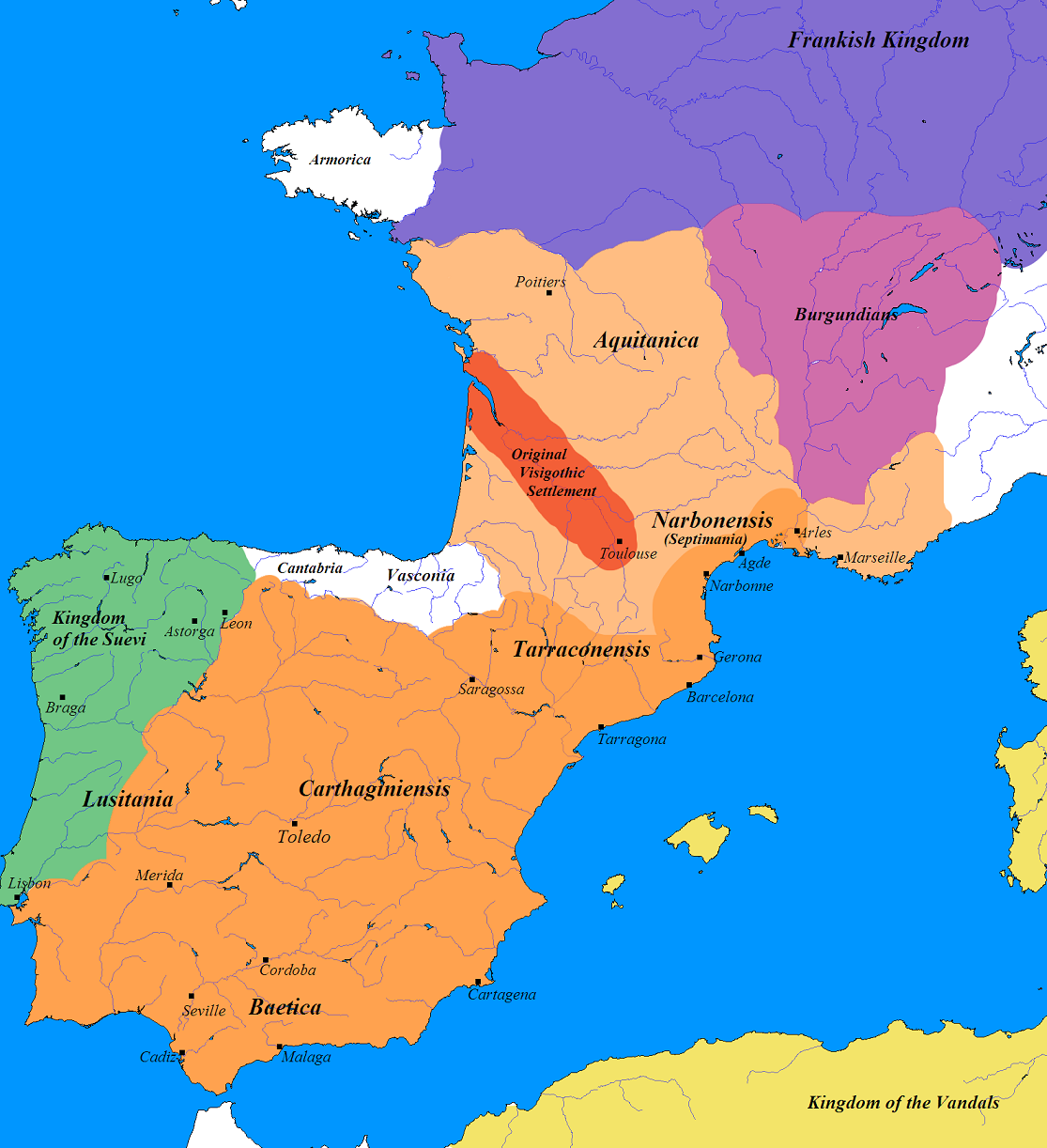
Entwicklung des Westgotenreiches.
Rotorange: Westgoten in Aquitanien ab 418; orange und hellorange: Ausbreitung des Westgotenreiches bis 507; orange: Westgotenreich (mit Septimanien) zwischen 507 und 552; grün: Suebenreich, ab 585 zum Westgotenreich

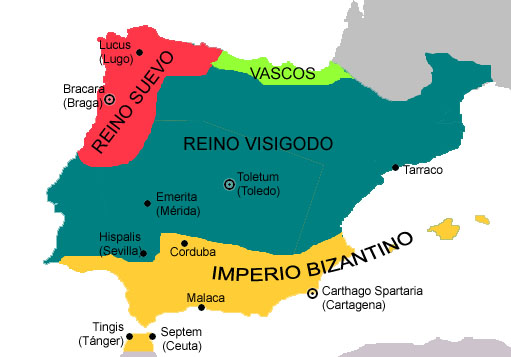
Westgotenreich
Blaugrün: zwischen 552 und 585; rot: Suebenreich; hellgrün: Basken; gelb: Oströmische Provinz Spania von 552/553 bis 625

Die Westgoten gelangten während der Völkerwanderung ins heutige Westfrankreich, wo sie zunächst als Foederaten des Römischen Reichs siedelten. Dort entstand das Tolosanisches Reich, benannt nach der Hauptstadt Tolosa, dem heutigen Toulouse. Die Westgoten dehnten das Reich im Norden bis zur Loire und im Osten bis zur Rhone aus. Im Süden erstreckte es sich über große Teile der Iberischen Halbinsel. Unter König Eurich (reg. 466–484) erreichte es seine größte Ausdehnung. Im Jahr 507 eroberten die Franken unter König Chlodwig I. (reg. 482–511) den größten Teil der westgotischen Gebiete nördlich der Pyrenäen, ausgenommen Septimanien, Roussillon und eines Teils des Languedoc. Die Westgoten zogen sich auf die Iberische Halbinsel zurück. Neue Hauptstadt wurde zunächst Barcino (Barcelona). Unter dem König Leovigild (reg. 569–586) wurde Toledo Hauptstadt des nach ihr benannten Toledanischen Reiches.
Die Westgoten waren Anhänger des Arianismus, einer christlichen Lehre, der zufolge Jesus Christus nicht als wesensgleich mit Gottvater, sondern nur als wesensähnlich und von diesem geschaffen angesehen wurde. Diese Lehre widersprach der katholischen Trinitätslehre und war ein Hindernis für die Assimilation der Westgoten mit den überwiegend hispanischen Einwohnern der Halbinsel. Die Westgoten stellten nur etwa 10 % der Bevölkerung dar, hatten aber die politische Macht inne. Im Jahr 587 trat König Rekkared I. (reg. 586–601) zum katholischen Glauben über, und anlässlich des dritten Konzils von Toledo im Jahr 589 folgte ihm die westgotische Bevölkerung. Dies löste eine religiöse Bewegung aus, in deren Folge neue Klöster und Kirchen gegründet wurden. Das toledanische Westgotenreich bestand bis zur maurischen Eroberung der Iberischen Halbinsel im Jahr 711.

## Architektur

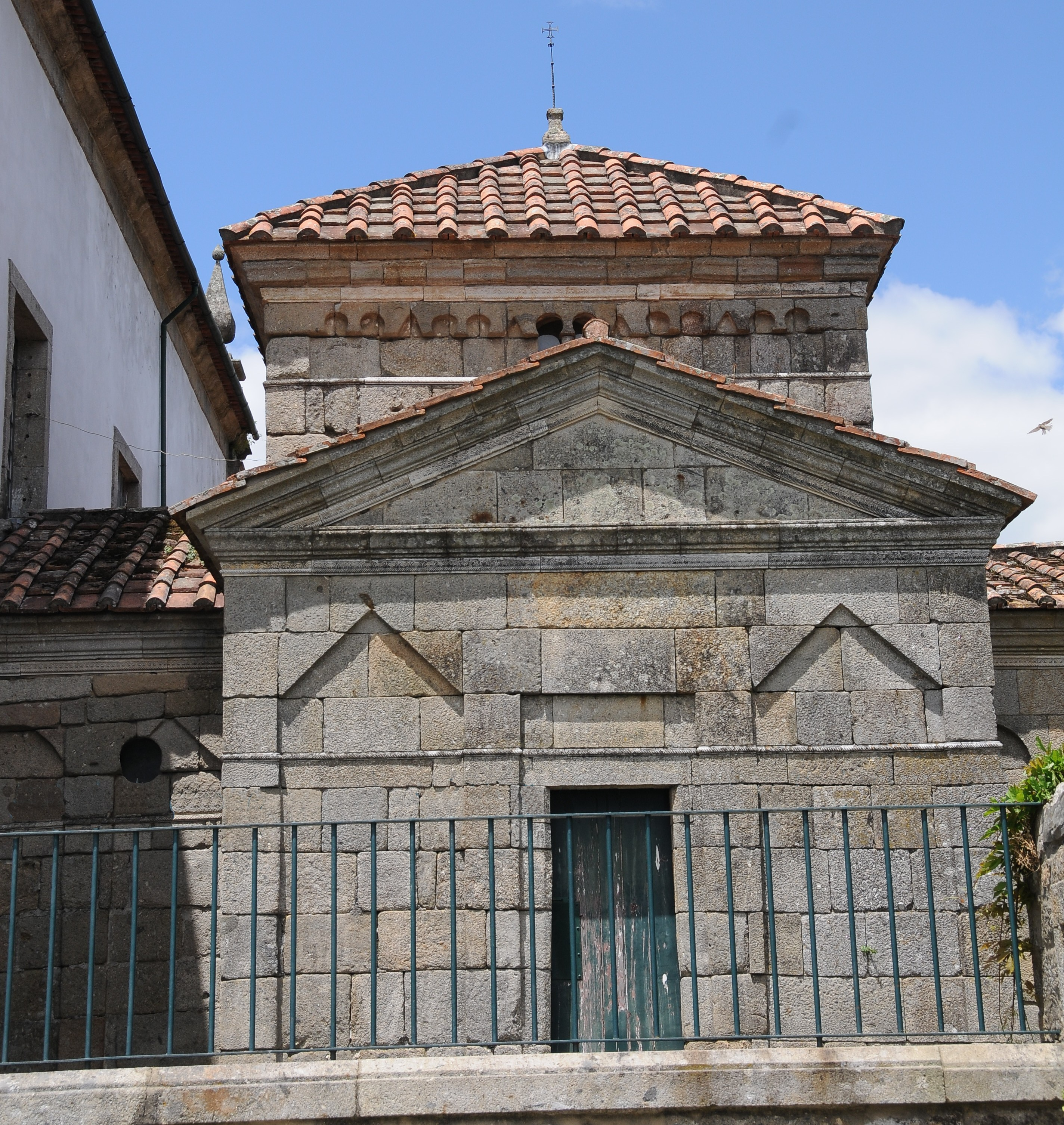
São Frutuoso de Montélios

Der überwiegende Teil der aus westgotischer Zeit erhaltenen Gebäude sind Kirchen. Profanbauten sind nicht erhalten; sie wurden üblicherweise damals nicht aus Stein, sondern aus vergänglichen Materialien wie Lehm, Holz und Schilfstroh errichtet. Heute sind davon nur noch in Ausnahmefällen wenige archäologische Spuren nachweisbar.

### Baumaterial
Die Kirchen der Westgotenzeit sind ab der zweiten Hälfte des 6. Jahrhunderts meist aus großen, sorgfältig behauenen Steinquadern errichtet, die in regelmäßigen Schichten und ohne Mörtel aneinandergefügt wurden. Sie erinnern an römische Bauten. Zwischenzeitlich war diese Technik aufgegeben worden. Dies hebt sie deutlich von den frühchristlichen Bauten der Iberischen Halbinsel ab, die aus Bruchsteinmauerwerk (opus incertum), Mauerziegeln und Holz errichtet waren.

### Grundriss
Der Grundriss der Kirchen ist häufig ein griechisches Kreuz, z. B. in Santa Comba de Bande, São Frutuoso de Montélios und Santa María de Melque. Über dem Schnittpunkt der Kreuzarme erhebt sich ein quadratischer, turmartiger Aufbau. Bei der Kapelle São Frutuoso de Montélios, die in ihrem Aufbau an das Mausoleum der Galla Placidia in Ravenna erinnert, enden drei Arme in hufeisenförmigen Apsiden. In Santa María de Melque schließt sich an den östlichen Arm eine hufeisenförmige Apsis an.
Die Kirchen San Juan de Baños und Santa María de Quintanilla de las Viñas, von der nur noch die Apsis und ein verkürztes Querhaus erhalten sind, entsprechen der Gebäudeform der frühchristlichen Basilika. Sie sind dreischiffig und ihr Grundriss ist ein lateinisches Kreuz. An das Langhaus schließen sich im Osten in der Regel eine oder mehrere Apsiden an, die quadratisch, halbrund oder hufeisenförmig sein können.
Auffällig sind an manchen Kirchen seitlich weit über die Flucht des Langhauses hinaus ragende Querhäuser, deren Arme je eine weitere nach Osten gerichtete Apsis haben, so etwa ursprünglich in San Juan de Baños (die Seitenarme des Querschiffs sind hier nicht erhalten). Die Eingänge dieser Kirchen befinden sich im Westen. Allerdings gab es auch Kirchen mit je einer Apsis an jedem Ende des Langhauses. Hier waren die Zugänge dann seitlich gelegt.
Typisch für größere Kirchen ist eine Solea, ein mit Schranken abgegrenzter Bereich im Chorraum, wohl eine bauliche Trennung zwischen Gottesdienstbesuchern und Priestern.

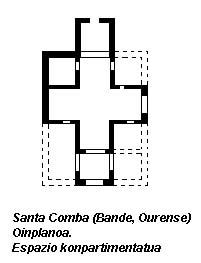
Santa Comba de Bande
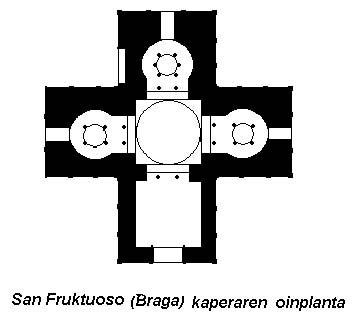
São Frutuoso de Montélios
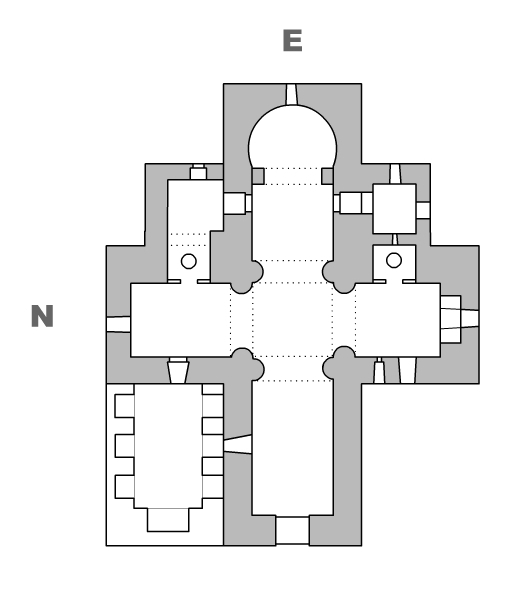
Santa María de Melque
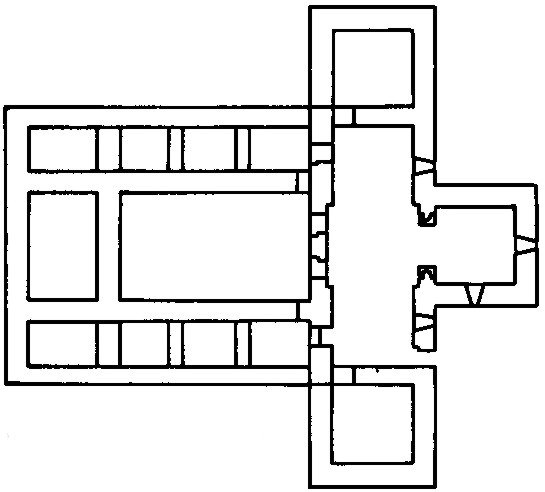
Santa María de Quintanilla de las Viñas
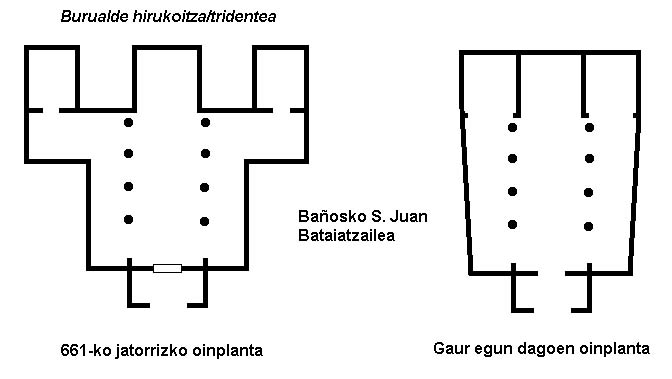
San Juan de Baños

### Decken und Gewölbe
Bei den Kirchen mit basilikalem Grundriss tragen die Haupt- und Seitenschiffe Holzdecken. Bei den Zentralbauten besitzen die Kreuzarme in der Regel ein Tonnengewölbe. Die Apsiden sind mit Tonnengewölben oder Kalotten gedeckt.

### Hufeisenbogen
Hufeisenbögen kommen in der westgotischen Architektur häufig vor. Sie wurden bereits in Syrien und Kleinasien verwendet und finden sich in den frühchristlichen Kirchen der Spätantike. Sie werden oft als typisch maurisches Stilelement betrachtet und finden sich auch in den Bauwerken der mozarabischen Architektur und im maurischen Spanien. Im Unterschied zum mozarabischen Hufeisenbogen ist der westgotische nicht so eng geschlossen und nicht von einem Alfiz eingefasst. Auch verzichtet der westgotische Hufeisenbogen oft auf einen Schlussstein und weist auf beiden Seiten die gleiche Anzahl Keilsteine auf. Die unteren Keilsteine sind größer als die oberen. Laibung und Bogenrücken verlaufen konzentrisch.
Hufeisenbögen wurden sowohl für Gurt- als auch für Schildbögen verwendet. Wie in San Juan de Baños oder San Pedro de la Nave stehen sie zwischen Haupt- und Seitenschiffen und verbinden die Apsis mit dem Langhaus. Auf ihnen ruht der Vierungsaufsatz.

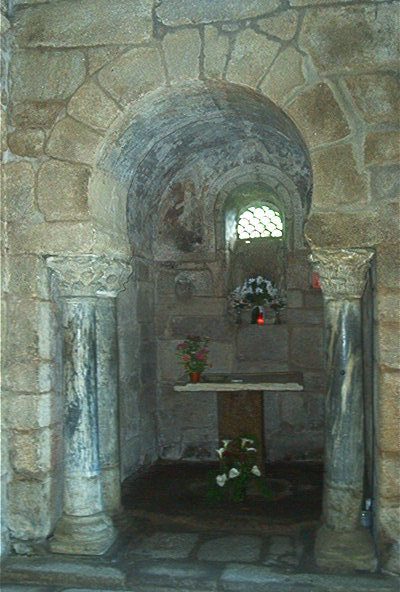
Santa Comba de Bande
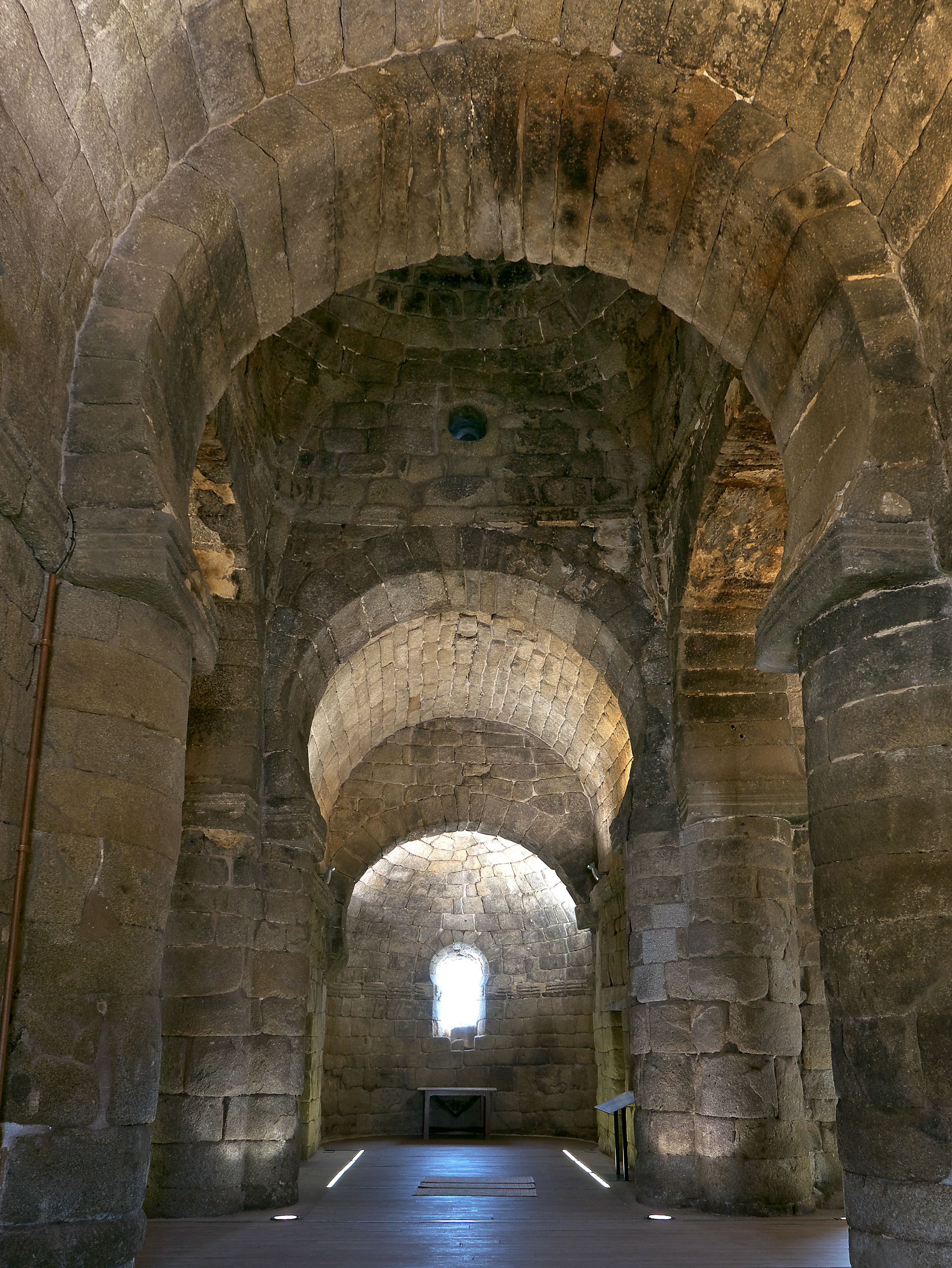
Santa María de Melque
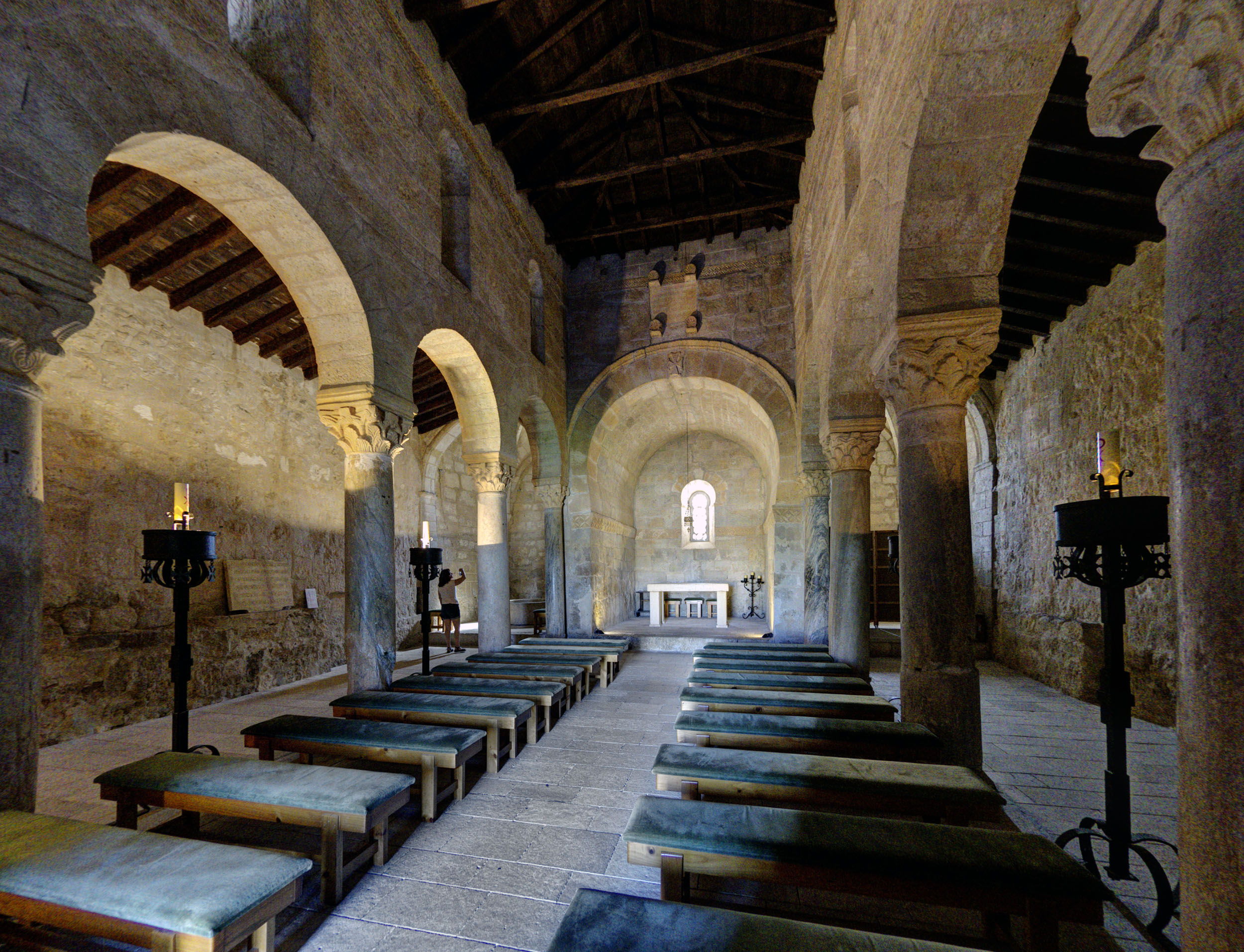
San Juan de Baños

### Säulen, Kapitelle und Kämpfer

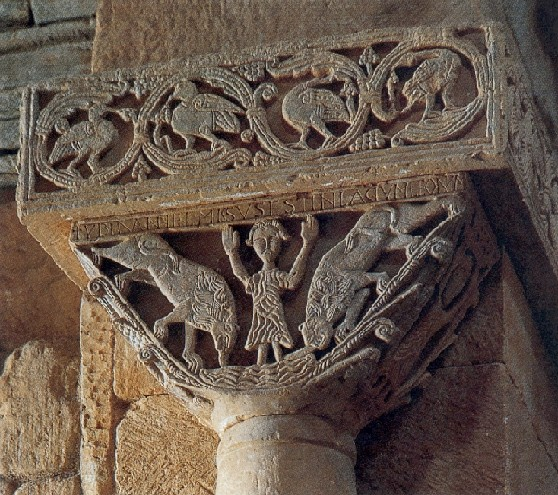
San Pedro de la Nave, Daniel in der Löwengrube

Für Säulen und Kapitelle wurden häufig Spolien aus römischer Zeit verwendet. In Santa Comba de Bande sind die Kapitelle Nachahmungen korinthischer Vorbilder. In Santa María de Melque verläuft sowohl außen, unter dem Dachansatz, als auch innen, unter dem Ansatz des Gewölbes, ein schlichter profilierter Fries, der sich auch auf den Kämpfern fortsetzt. In San Juan de Baños zieren Rosetten und Vierpässe die Friese des Innenraumes und den Hufeisenbogen des Portals.
In Santa María de Quintanilla de las Viñas sind auch die Keilsteine des Triumphbogens mit einem Fries aus Weinranken, die sich um Trauben, Blätter und Vögel schlingen, versehen. Figürliche Darstellungen findet man an den beiden Kämpferblöcken, auf denen der Triumphbogen aufliegt. Auf beiden Seiten halten zwei Engel ein Medaillon mit einer bärtigen Figur. Die rechte Figur ist durch einen Strahlenkranz über dem Kopf und die Inschrift „SOL“ (Sonne) bezeichnet, die linke Figur mit einer Mondsichel und den Buchstaben „LUNA“ (Mond). SOL und LUNA gelten als Symbole für Christus. Auf Steinblöcken in der Apsis sind Figuren dargestellt, die Bücher in Händen halten und als Evangelisten gedeutet werden.
In San Pedro de la Nave verläuft an den Kämpfern ein Fries von Weinranken, Vögeln und menschlichen Köpfen. Ein anderer Fries weist geometrische Motive wie Quadrate und in Taubändern gefasste Kreise mit Weinreben, Blütenblättern und Sonnenrädern auf. An zwei Kapitellen sind biblische Szenen dargestellt: Abraham opfert seinen Sohn Isaak und Daniel in der Löwengrube, seitlich die Apostel Simon Petrus, Paulus, Thomas und Philippus. Die figürlichen Szenen gelten als Vorläufer des Skulpturenschmucks romanischer Kapitelle.

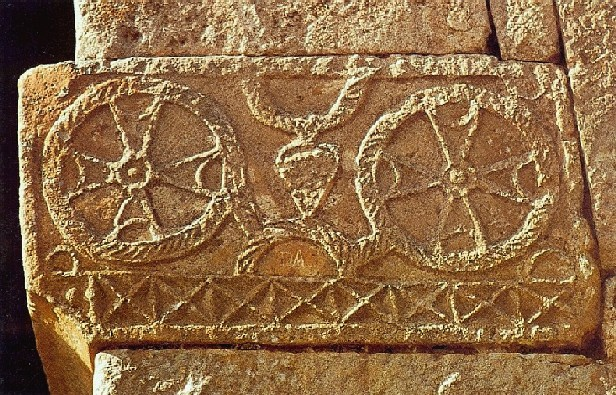
San Pedro de la Nave
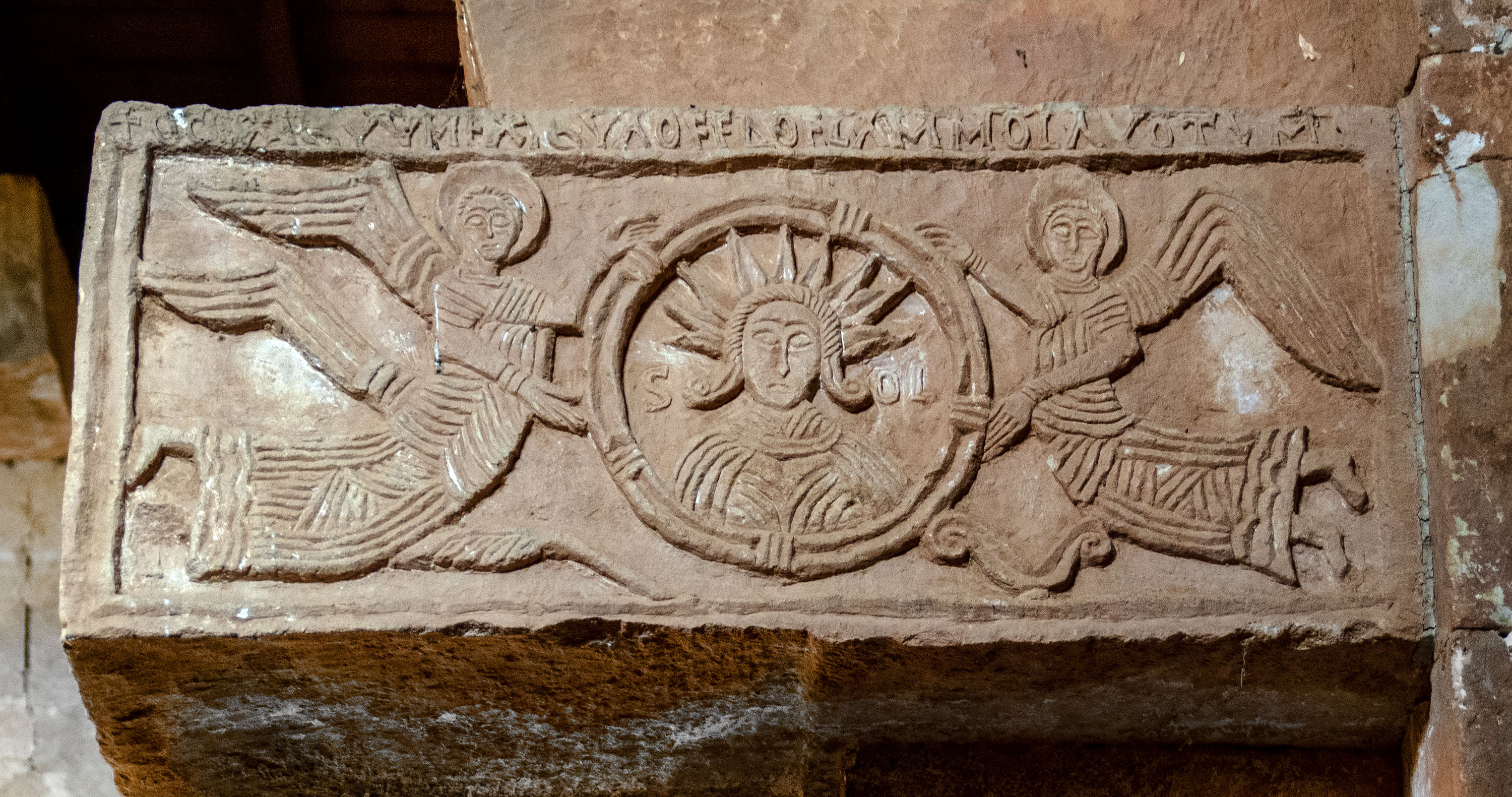
Santa María de Quintanilla de las Viñas, SOL
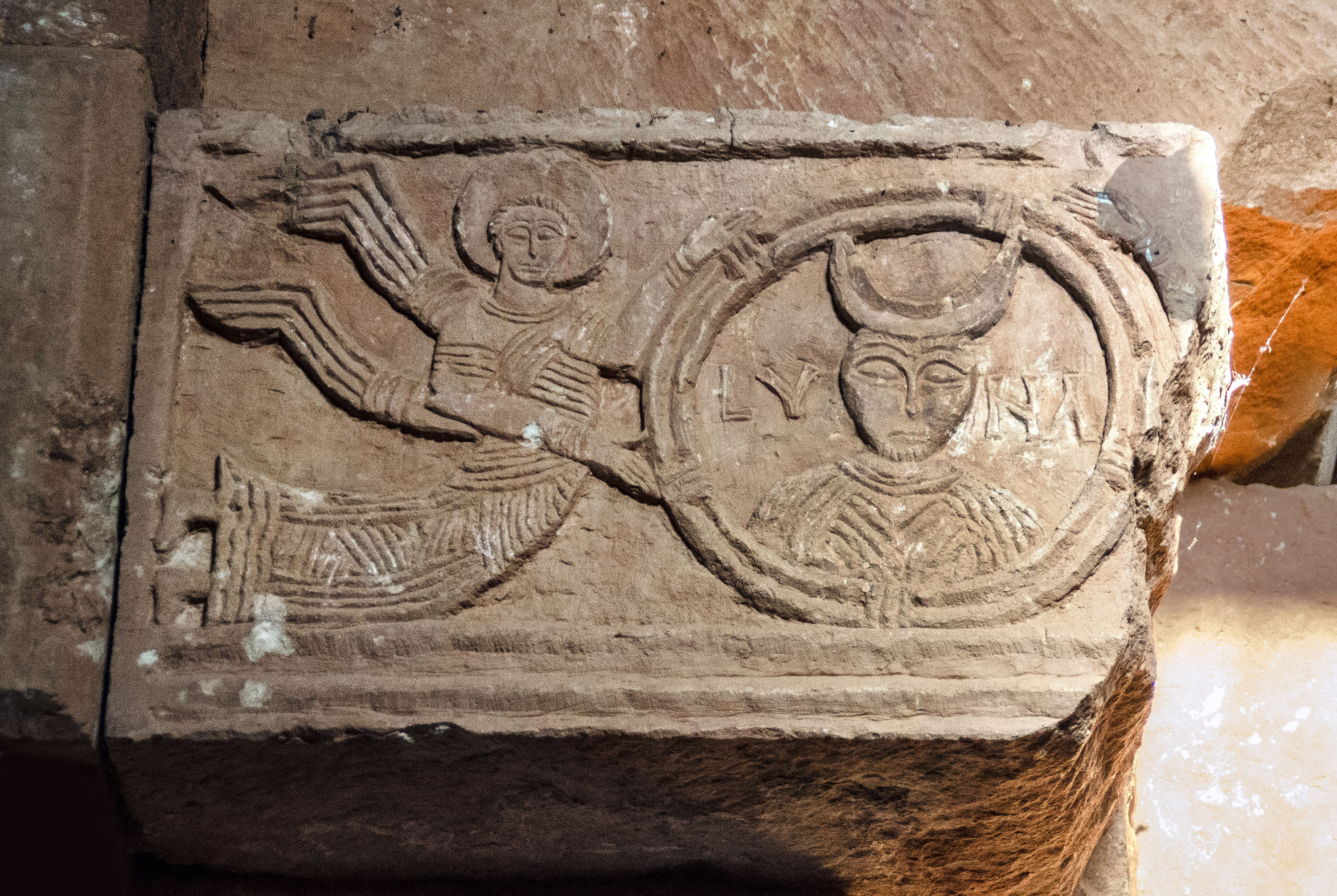
Santa María de Quintanilla de las Viñas, LUNA
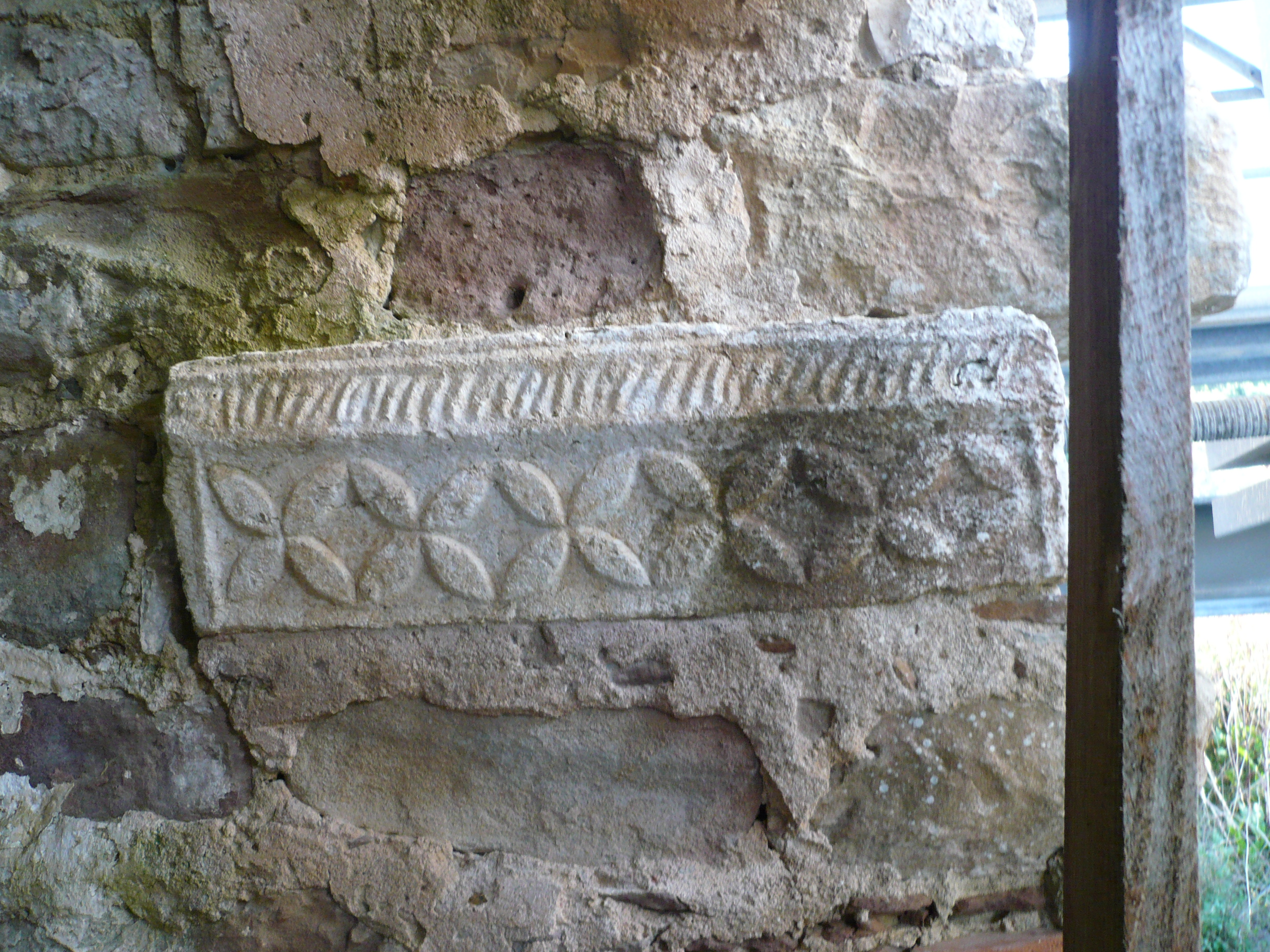
São Gião bei Nazaré

### Cámara oculta
Wie auch in den Kirchen der asturischen Präromanik und den mozarabischen Kirchen weisen die Kirchen San Pedro de la Nave oder Santa Comba de Bande über der Apsis eine sogenannte cámara oculta, eine verborgene oder blinde Kammer auf. Während diese Kammern in den asturischen Kirchen eine große, oft als Dreierarkade gestaltete Öffnung nach außen besitzen (z. B. San Tirso in Oviedo oder San Pedro de Nora), sind die Kammern der westgotischen Kirchen nur zum Kircheninnenraum geöffnet und nur über eine Leiter zugänglich. Ihre Bedeutung ist nicht geklärt.

## Westgotische Bauwerke

### Frankreich
- In der ehemaligen französischen Region Languedoc-Roussillon (heute Okzitanien), dem einstigen Septimanien, das auch nach der fränkischen Eroberung des tolosanischen Reiches zum Westgotenreich gehörte, sind noch an einigen ländlichen Kapellen des 9. und 10. Jahrhunderts Merkmale der westgotischen Architektur nachzuweisen:
  - Chapelle Saint-Jérôme in Argelès-sur-Mer im Département Pyrénées-Orientales, 10. Jahrhundert
  - Chapelle Saint-Georges in Lunas im Département Hérault
  - Chapelle Saint-Laurent in Moussan im Département Aude, 9. Jahrhundert
  - Chapelle Saint-Martin de Fenollar in Maureillas-las-Illas im Département Pyrénées-Orientales, 10. Jahrhundert
  - Chapelle Saint-Nazaire in Roujan im Département Hérault, 9./10. Jahrhundert
  - Kirche Saint-Martin in Saint-Martin-des-Puits im Département Aude, 9. Jahrhundert
  - Chapelle Saint-Michel in Sournia im Département Pyrénées-Orientales, 10. Jahrhundert
- Ehemalige Kathedrale Notre-Dame du Bourg in Digne-les-Bains[4]
- Baptisterium St-Jean in Poitiers: Auf den Fundamenten eines älteren Gebäudes wurde um 500 ein Neubau errichtet.[5]
- In Toulouse, der Hauptstadt der ehemaligen Region Midi-Pyrénées (heute Okzitanien):
  - Der Palast der westgotischen Könige wurde 1988 zum Teil archäologisch ausgegraben. Allein der Westflügel hatte eine Grundfläche von 90 × 30 m. Sidonius Apollinaris hat die Anlage beschrieben.[6]
  - Notre-Dame de la Daurade: Die westgotische Kirche stand als Chor der mittelalterlichen Kirche, bis sie 1761 für einen Neubau abgerissen wurde.[7]
  - St-Pierres-des-Cuisines wurde auf einem Friedhof außerhalb der Stadtmauer errichtet. Die Kirche ist als Bodendenkmal 1984 bis 1986 ausgegraben worden.[8]
  - Ein Profanbau ungeklärter Funktion des 5. Jahrhunderts lag unmittelbar nördlich von St-Pierres-des-Cuisines und wurde 1995 entdeckt.[9]
- Vorgängerbau der mittelalterlichen Basilika Saint-Martin de Tours in Tours.[10]

### Spanien
- Baskenland
  - Ermita San Julián y Basilisa in Zalduendo (Provinz Álava)
- Extremadura
  - Santa Lucía del Trampal in Alcuéscar (Provinz Cáceres)
- Galicien
  - Santa Comba de Bande (Provinz Ourense)
- Kastilien-La Mancha
  - San Pedro de la Mata (Provinz Toledo)
  - Santa María de Melque bei La Puebla de Montalbán (Provinz Toledo)
- Kastilien-León
  - Krypta von San Antolín in der Kathedrale San Antolín in Palencia
  - San Juan de Baños (Provinz Palencia)
  - San Pedro de la Nave (Provinz Zamora)
  - Santa María de Quintanilla de las Viñas (Provinz Burgos)

### Portugal
- São Frutuoso de Montélios bei Braga (Região Norte)
- São Pedro de Balsemão bei Lamego (Região Centro)
- Die Friedhofskirche von Mértola wurde im 19. Jahrhundert und 1980 ausgegraben. Inschriften belegen die Jahre 462 und 507 bis 571.[11]
- In der Römischen Villa Torre de Palma bei Monforte wurde im 6. Jahrhundert eine ältere Basilika umgebaut, unter anderem eine Apsis an jedem Ende angefügt und im 7. Jahrhundert ein mehrräumiges Baptisterium angebaut. Die Anlage ist ein Bodendenkmal und wurde 1947 sowie 1983 bis 1997 ausgegraben.[12]
- São Gião bei Nazaré (Região Centro)